# 平田弘史
平田 弘史（ひらた ひろし、1937年2月9日 - 2021年12月11日）は、日本の漫画家。静岡県在住。漫画家のとみ新蔵は実弟で元アシスタント。本名は平田弘。

## 略歴
東京都板橋区で生まれる。1945年3月に東京の空襲が激化したため奈良県天理市に移り住む。父母は天理教信者で、東京には布教のため移住していた。17歳の頃父親を亡くし、一家の生計を支えるため大阪の設備会社『近畿設備』で作業員の仕事をしていたが、中学校の先輩であった漫画家宮地正弘の勧めで大阪の貸本出版社日の丸文庫に原稿を持ち込む。1958年、短編漫画誌『魔像』第5集に掲載の「愛憎必殺剣」で漫画家デビュー。以降『魔像』の看板漫画家として時代劇を中心に、骨太な劇画を書き続ける。1965年上京し、白土三平の仲介で加治一生名義で発表した「愛」で『ガロ』に初登場。以降活躍の場を雑誌連載に移し、劇画ブームに乗って人気が出る。妥協を許さない創作の姿勢は、しばしば生活の困窮や作品の未完を招く。2013年、全業績により日本漫画家協会賞文部科学大臣賞受賞。
2021年12月11日、心不全のため死去。84歳没。

## 人物
幼少から機械いじりが好きで、自宅には趣味の機械工作のための工房があり、その腕前は職人の域である。シンセサイザーでの作曲に熱中したことがある。また、熱心な映写機研究家で、実際に8mmフィルムから35mmフィルム映写機をレストアして、電子回路も自作の上、完成して上映を楽しんだりしており、その様子は公式ホームページでも公開されている。Macintoshを用いフルデジタルで作品を描きおろしたこともあるが、現在では紙とカブラペンによる作画に戻っている。現在もMacintosh（ただしMac OS Xは好まず、現在もMac OS 9を愛用）のヘビーユーザーとして知られ、本人HPもそれに準拠している。
力強い毛筆による描き文字で、大友克洋の『AKIRA』をはじめとする多くの題字を手掛ける。
天理教の信者であったが、『天理時報』からの依頼で『教祖絵伝』を執筆するにあたり、教団と大きく解釈が分かれ、連載打ち切りのち脱会（いわく「（信仰を）止めたのではなく卒業した」）。
65歳の時にハワイで実弾射撃を行った際、ヘッドフォン型イヤープロテクターの隙間から破裂音が両耳に侵入してしまい、以降難聴を患っている。あらゆる音がノイズに聞こえるとのことで、趣味であったシンセサイザーも断念している。電話も聞こえないため、仕事関係も含めてメール交信が唯一のコミュニケーションとなっている。
自伝漫画『平田弘史のお父さん物語』では、家庭内で破天荒に振る舞う自身の姿を赤裸々に描いている。
佐藤まさあきによると、つねづね「僕は劇画を描くのは嫌いだ」と公言していたという。

## 作品リスト

### 単行本化されたもの
- 異色列伝　無名の人々1（1993年、KCデラックス）ISBN 978-4-06-319422-7
- 異色列伝　無名の人々（2005年、青林工藝舎）＊1993年版に1961年発表の「人肉献上」を追加収録。ISBN 4-88379-204-8
- 異色列伝　怪力の母（全3巻）（1巻 1995年、2巻・3巻 1996年、ミスターマガジンKC）
- 血だるま剣法/おのれらに告ぐ
- 剣山
- 日本凄絶史
- 駿河城御前試合（上・下）
- それがし乞食にあらず
- 叛逆の家紋
- 名刀流転・落城の譜
- 御用金 ※同名映画の劇画化
- 人斬り ※同名映画の劇画化
- 首代引受人（正・新）
- 薩摩義士伝（全5巻）
- 黒田三十六計（複数巻）
- 平田弘史のお父さん物語
- 烈願記
- 弓道士魂
- 三十三間堂外伝
- 大地獄城・血だるま力士 ※以下は原作の劇画化
- 座頭市
- 武士道無惨伝　ほか

### 画集・復刻
- 平田弘史時代劇画創世期傑作選〈全5巻　四十万石の執念・復讐つんではくずし・我が剣の握れる迄・刀匠・侍〉(日の丸文庫「魔像 別冊」完全復刻版)
- 平田弘史時代劇画選画集「武士 MONONOFU」
- ｢血だるま剣法・復讐つんではくずし」
以上3点、[6]

### 題字
- AKIRA（大友克洋）
- アゴなしゲンとオレ物語（平本アキラ）
- 刀語（西尾維新）
- 風雲児たち（みなもと太郎）
- ディエンビエンフー（西島大介）
- シグルイ（山口貴由)
- 覚悟のススメ、悟空道、蛮勇引力（山口貴由、全て愛蔵版のみ）
- 菜々子さん的な日常（瓦敬助）
- ゲノム（古賀亮一）
- レッツゴー武芸帖（よしもとよしとも）
- 蜻蛉（薬丸自顕流顕彰会々報）
- コミック戦国無頼（松文館）
- 幕末極悪伝（神田たけ志）
- 真剣で私に恋しなさい!S
- 解放少女
- 解放少女 SIN
- キッチュ（総合マンガ誌キッチュ）
- ますらお -秘本義経記-: 大姫哀想歌（北崎拓）
- 平次（加藤礼次朗)
- 妖怪仕置人(中津賢也)
- ネットゲリラ
- バンデット -偽伝太平記-（河部真道）
- 漫画ルポ 中年童貞（桜壱バーゲン・中村淳彦）
- NHKスペシャル東京リボーン
- イース（X68000版）
- おれは短大出(堀道広)
- 映画『YARIMAN HUNTER』(企画・主演:横須賀歌麻呂、公式サイト)[7]